# Paul Otlet

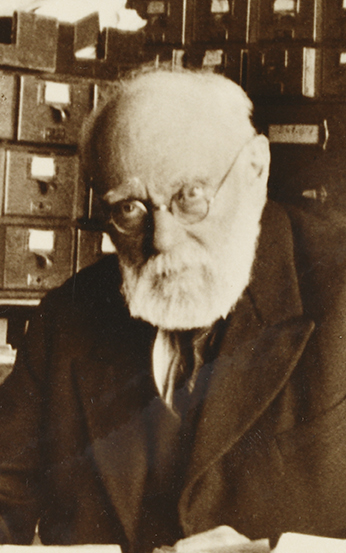
Paul Otlet 1937

Paul Otlet (* 23. August 1868 in Brüssel; † 10. Dezember 1944 ebenda) war ein belgischer Pionier des Informationsmanagements und Begründer der modernen Dokumentationswissenschaft.

## Leben

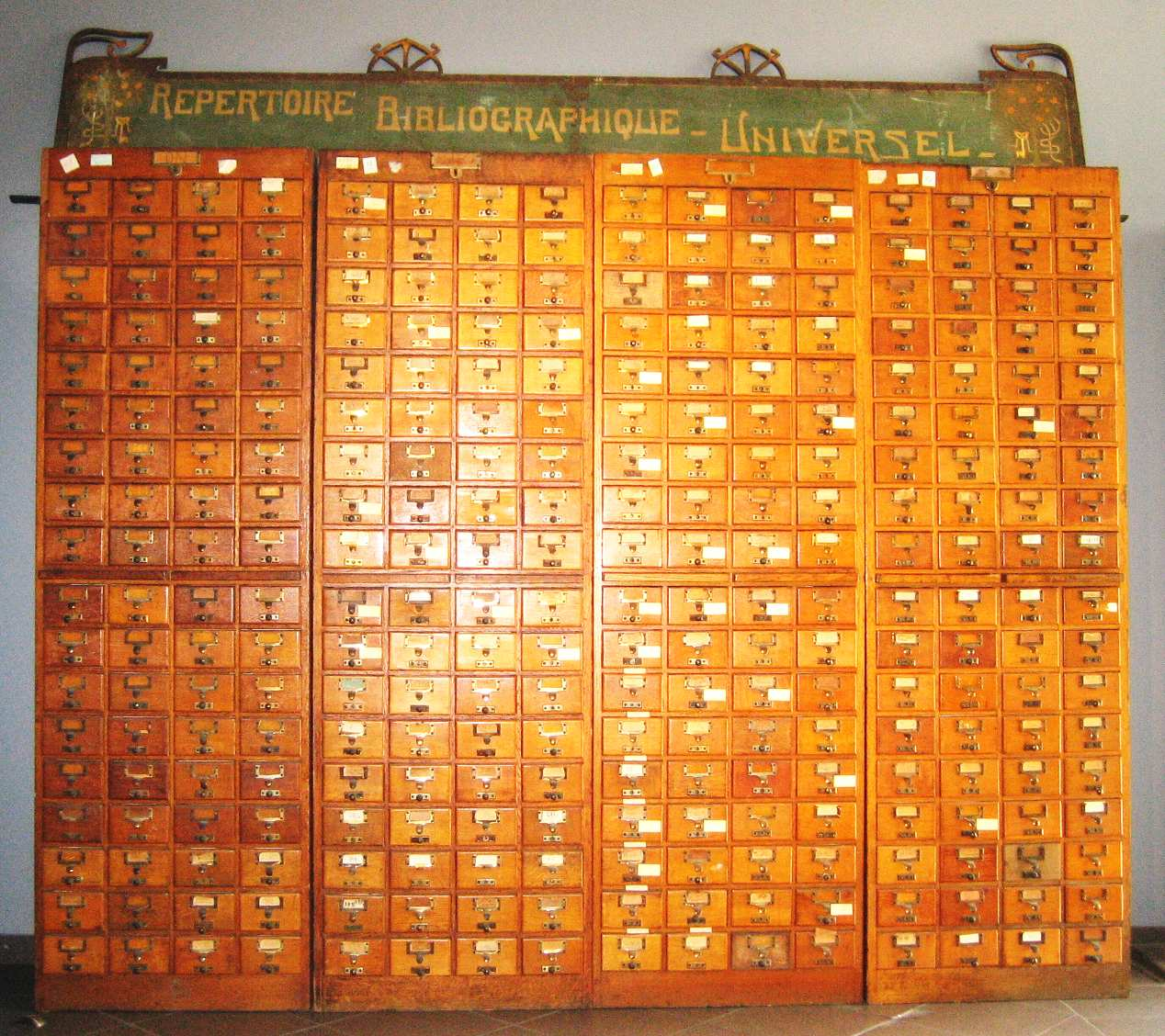
Zettelkastenschrank des Mundaneums in Mons (Belgien)

Paul Otlet stammt aus einer Industriellenfamilie. Seine Kindheit verbrachte er bereits in Bibliotheken. Unterrichtet wurde er zunächst von Privatlehrern – erst seit seinem zwölften Lebensjahr besuchte er eine öffentliche Schule. Otlet studierte Jura. Während seines Studiums erkannte er die Schwächen des Bibliothekssystems im 19. Jahrhundert. Zusammen mit Henri La Fontaine gründete Paul Otlet am 12. September 1895 das Office International de Bibliographie mit dem Ziel, eine Universelle Bibliothek – das Mundaneum – zu schaffen. Im Mundaneum waren damals 15 Millionen Werke handschriftlich verzeichnet und nach Themengebieten geordnet. Schon 1912 konnten 1500 schriftliche Anfragen zu zahlreichen Wissensgebieten beantwortet werden. Im Rückblick betrachtet erscheint das Mundaneum als eine erste analoge Suchmaschine.
Im Ersten Weltkrieg verlor Paul Otlet seinen Sohn. Sein persönliches Schicksal machte ihn zum Pazifisten und zu einem Vordenker des Völkerbundes. Otlet verfolgte die Idee, dass ein Archiv des Weltwissens den Frieden sichern könne. 1934 endete seine Tätigkeit im Mundaneum. In diesem Jahr äußerte er in einer Veröffentlichung die Idee, dass Fernsehapparate mit Radios, Büchern und Telefonen verbunden werden sollten, um ein weltweites Wissensnetz für alle zur Verfügung zu stellen.
Otlet prägte Anfang des 20. Jahrhunderts auch den Begriff Dokumentation als die Sammlung, Ordnung und Nutzbarmachung von Dokumenten aller Art.
Seit 1959 trägt der Otlet-Gletscher in der Antarktis seinen Namen.

## Veröffentlichungen (Auswahl)
- Monde: Essai d’universalisme. 1935
- Traité de documentation. Brüssel 1934. Nachdruck: Centre de lecture publique de la Communauté française de Belgique, 1989, ISBN 2-87130-015-1; archive.org.
- Engl. Ausgabe der wichtigsten Schriften: Rayward, W. Boyd. Otlet, Paul. International Organization and Dissemination of Knowledge: Selected Essays. (FID 684). Elsevier, Amsterdam 1990; archive.org.